# Ilex apiculata
Ilex apiculata är en järneksväxtart som beskrevs av Merrill. Ilex apiculata ingår i släktet järnekar, och familjen järneksväxter. Inga underarter finns listade i Catalogue of Life.